# Frans Duister
Frans J.H. Duister (1931 - 7 oktober 2010) was een Nederlands journalist, kunstredacteur en later hoofdredacteur, kunstcriticus en schrijver, vanaf de jaren 1960 vooral werkzaam voor  De Tijd en Het Parool.

## Leven en werk
Duister begon zijn werk als recensent van toneel, poëzie en literatuur. In mei 1959 verscheen in De Tijd: De Maasbode een eerste langer artikel onder z'n eigen naam in een grotere krant over het Zeemanshuis Stella Maris aan de Willemskade 13 te Rotterdam, later het Maritime hotel genoemd. Hetzelfde artikel werd dezelfde dag ook gepubliceerd in de Nieuwe Haarlemsche courant. Een week later verscheen een langer artikel over Louis van Roode en sindsdien verschenen met grote regelmaat kortere en langere artikelen in De Tijd.
Halverwege de jaren 1970 legde hij zich toe op Nederlandse en Vlaamse beeldende kunst. In 1976 was hij de mede-oprichter van het blad Kunstbeeld, samen met schrijver Jan Juffermans, kunstschilder Emile van Konijnenburg en Ed Wingen. Hij onderhield nauwe contacten met verschillende eigentijdse schrijvers, zoals Hans Wap, Bert Schierbeek, Jon Marten, Frank Lodeizen, Hans Plomp en Simon Vinkenoog.
In het voorjaar van 2002 ontving Frans Duister een koninklijke onderscheiding.

### Persoonlijke
Frans Duister leefde lange tijd in Amsterdam, en was aldaar op 17 september 1966 getrouwd met Jos. A. van Stelten. Zij was journaliste, kinderboeken-recensente en zangeres, bekend onder het pseudoniem Joey Dyser. Ze kregen twee kinderen, waaronder beeldend kunstenaar Ruben David Duister (1971). In 1977 gingen ze uit elkaar, en zij hertrouwde later met Jaap van Heerden.

## Publicaties (selectie)
- Nico Koster, Frans Duister. Het atelier van Carel Willink. 1979[14]
- Frans Duister, Ru van Rossem. Venlo: Van Spijk, 1984.
- Frans Duister, Lixenberg. Van Spijk B.V., Venlo, 1988.[15]
- Frans Duister, Ru van Rossem : The early Works. Venlo: Van Spijk, 2004.
- Jan Bor, Louis Ferron en Frans Duister, Marinus Fuit. Venlo: Van Spijk Art projects, 2004.

- International Standard Name Identifier: 0000 0000 2148 3313
- Virtual International Authority File: 52962498